# Ragnald Godfredsson
No confundir con Ragnall mac Gofrith de Jórvik
Ragnald Godfredsson (idioma irlandés: Ragnall mac Gofraid; nórdico antiguo: Røgnvaldr Guðrøðsson) fue un caudillo hiberno-nórdico, rey vikingo de Mann.
Hijo de Gofraid mac Arailt (Godfred II) y muy posiblemente hermano de Kenneth mac Gofraid, se ignora si gobernó como soberano independiente o bien subyugado al jarl de las Órcadas, Sigurd el Fuerte. Los Anales de Ulster le denominan rey de las islas (ri na nInnsi) y únicamente revelan el año de su muerte en 1005. Por su parte, Chronicon Scotorum cita el mismo evento como "ri na Indsi" (rey de Inse Gall) y precisa que se trata de Ragnall mac Gotfrith meic Aralt (literalmente: Ragnald hijo de Godfraid, hijo de Arailt).